# Hymenogaster citrinus
Hymenogaster citrinus Vittad. – gatunek grzybów z rodziny odziemniczkowatych (Hymenogastraceae).

## Systematyka i nazewnictwo
Pozycja w klasyfikacji według Index Fungorum: Hymenogaster, Hymenogastraceae, Agaricales, Agaricomycetidae, Agaricomycetes, Agaricomycotina, Basidiomycota, Fungi.
Po raz pierwszy opisał go w 1831 roku Carlo Vittadini i nadana przez niego nazwa naukowa jest ważna do dzisiaj.
Synonimy:
- Gautieria citrina (Vittad.) Bougher & Castellano 1993
- Hymenogaster citrinus var. pallens Soehner 1924[2].

## Morfologia
Owocnik
Średnica od 1 do 2 cm, wyjątkowo do 4 cm, nieregularnie kulisty, często bruzdkowaty i zdeformowany, w stanie suchym kruchy. Perydium cienkie, początkowo białe, wkrótce cytrynowożółte do złocistożółtego, w końcu rudo czarniawe, gładkie. Gleba jędrna, ale miękka, czerwonawo-brązowa, w końcu szorstka z małymi lub średniej wielkości komorami. W młodych owocnikach występuje podglebie, ale wkrótce zanika. Młode owocniki bez zapachu, starsze z zapachem podobnym do zapachu sera lub fenolu.
Cechy mikroskopowe
Podstawki 27–36 × 5–9 µm, cylindrycznie zwężające się, dwuzarodnikowe, czasami jednozarodnikowe, z dużymi, krępymi sterygmami. Zarodniki 26–40 × 14–19 µm, wydłużone, wrzecionowate z grzybkowatym wierzchołkiem, złotobrązowe, następnie ciemno umbrowe, gładkie, grubościenne, z trwałym, szklistym, mocno pomarszczonym myxosporium. Elementy tramy o grubości 60–80 µm. Strzępki kontekstu mocno napęczniałe, o średnicy 8–15 µm, szkliste, cienkościenne, ze sprzążkami. Warstwa pod perydium szeroka, pseudoparenchymatyczna. Zewnętrzna błonka perydium o grubości 80–150 µm, zbudowana z nienapęczniałych, luźno utkanych, nieco zżelatynowanych strzępek.

## Występowanie i siedlisko
Znane jest występowanie Hymenogaster citrinus tylko w niektórych krajach Europy i na jednym stanowisku w Kanadzie. W Polsce do 2003 r. gatunek ten był nieznany, ale w 2021 r. podano jego stanowisko, w 2020 następne.
Grzyby podziemne.